# Corubert
Corubert era una comuna francesa que estaba situada en el departamento de Orne, de la región de Normandía, que en 1959 se fusionó con la comuna de Colonard-le-Buisson, formando la comuna de Colonard-Corubert.

## Demografía
| Gráfica de evolución demográfica de Corubert entre 1800 y 1954 |
|                                                                |

Los datos demográficos contemplados en este gráfico se han cogido de la página francesa EHESS/Cassini.